# Halleluja (album Berde Banda)
Halleluja je četvrti studijski album tamburaškog sastava Berde Band, koji u vlastitom izdanju objavljuju 1996. godine.
Na albumu se nalazi 11 duhovnih skladbi koje su snimljene za njemačko tržište. Između ostalih skladbi 6 je u instrumentalnoj verziji, a među njima su i "Ave Maria" Franza Schuberta i "Halleluja" Georga Friedricha Händela.

## Popis pjesama
| Br. | Skladba                                                                 | Autor                    | Trajanje |
| --- | ----------------------------------------------------------------------- | ------------------------ | -------- |
| 1.  | »Svim na zemlji mir, veselje« (hrvatska božićna)                        |                          |          |
| 2.  | »Zvoni zvonce« (tradicionalana/instrumental)                            |                          |          |
| 3.  | »U to vrijeme godišta« (hrvatska božićna)                               |                          |          |
| 4.  | »Lijepa si, lijepa« (tradicionalana)                                    |                          |          |
| 5.  | »Kod ovako divne noći« (tradicionalana/instrumental)                    |                          |          |
| 6.  | »Kraljice neba, raduj se« (tradicionalna)                               | Hrvatski crkveni kantual |          |
| 7.  | »Molimo tebe (Nobody knows the trouble)« (negro spiritual/instrumental) |                          |          |
| 8.  | »Kriste, u tvoje ime (Glory halleluja)« (negro spiritual/instrumental)  |                          |          |
| 9.  | »Dobri kralju mira« (tradicionalna)                                     |                          |          |
| 10. | »Ave Maria« (instrumental)                                              | Franz Schubert           |          |
| 11. | »Halleluja« (instrumental)                                              | Georg Friedrich Händel   |          |

## Izvođači
- Antun Tonkić - tamburaško čelo
- Mario Katarinčić - čelović (e-basprim)
- Mladen Jurković - bugarija (kontra)
- Mato Danković - bisernica (prim)
- Mladen Boček - drugi brač (basprim)
- Damir Butković - vokal, bas (berda)
- Željko Danković - vokal, 1.brač (basprim)

## Vanjske poveznice
- Službene stranice sastava  Arhivirana inačica izvorne stranice od 12. listopada 2010. (Wayback Machine) - Halleluja